# Občina Žužemberk
Občina Žužemberk je jednou z 212 občin ve Slovinsku. Nachází se v Jihovýchodním slovinském regionu na území historického Kraňska. Občina se dělí na 51 sídel, její rozloha je 164,3 km² a k 1. 7. 2015 zde žilo 4571 obyvatel. Správním střediskem občiny je sídlo Žužemberk.

## Popis
Nejvyšším vrcholem občiny je Sveti Peter (888 m n. m.). Územím protéká řeka Krka, která patří do povodí Sávy. Většina povrchu občiny je zalesněná. Dominantou vsi Žužemberk je stejnojmenný hrad.

## Členění občiny
Občinu tvoří sídla: Boršt pri Dvoru, Brezova Reber pri Dvoru, Budganja vas, Dešeča vas, Dolnji Ajdovec, Dolnji Kot, Dolnji Križ, Drašča vas, Dvor, Gornji Ajdovec, Gornji Kot, Gornji Križ, Gradenc, Hinje, Hrib pri Hinjah, Jama pri Dvoru, Klečet, Klopce, Lašče, Lazina, Lopata, Mačkovec pri Dvoru, Mali Lipovec, Malo Lipje, Pleš, Plešivica, Podgozd, Podlipa, Poljane pri Žužemberku, Prapreče, Prevole, Ratje, Reber, Sadinja vas pri Dvoru, Sela pri Ajdovcu, Sela pri Hinjah, Srednji Lipovec, Stavča vas, Šmihel pri Žužemberku, Trebča vas, Veliki Lipovec, Veliko Lipje, Vinkov Vrh, Visejec, Vrh pri Hinjah, Vrh pri Križu, Vrhovo pri Žužemberku, Zafara, Zalisec, Žužemberk, Žvirče

## Sousední občiny
Občina sousedí se 7 občinami: Trebnje na severu, Mirna Peč na severovýchodě, Straža na jihovýchodě, Dolenjske Toplice a Kočevje na jihu, Ribnica a Ivančna Gorica na západě.